# Aiuaba
Aiuaba is een gemeente in de Braziliaanse deelstaat Ceará. De gemeente telt 16.423 inwoners (schatting 2009).
De gemeente grenst aan Catarina, Arneiroz, Parambu, Saboeiro, Antonina do Norte, Campos Sales en Pio IX.